# بيت تالوقة (أرحب)

تعديل مصدري - تعديل

بيت تالوقة هي إحدى قرى عزلة الزبيرات بمديرية أرحب التابعة لمحافظة صنعاء، بلغ تعداد سكانها 290 نسمة حسب تعداد اليمن لعام 2004.